# Модерах, Карл Фридрих
Карл Фридрих Модерах (1720—1770) — русский учёный немецкого происхождения, академик РАН.

## Биография
Родился в 1720 году. Сперва преподавал в Сухопутном шляхетном кадетском корпусе, с 1749 года был зачислен адъюнктом в штат Академии наук, с 1755 года занимал должность инспектора Академической гимназии, а с 1759 года, в дополнение к прежней должности, был назначен профессором Академического университета, где читал лекции по истории.
Был сторонником академика Миллера и противником Ломоносова, который относился к Модераху отрицательно. Ломоносов, являвшийся в истории дилетантом, организовал травлю Модераха, в 1761 году, под предлогом поступившей от студентом жалобы, добился его отставки со всех должностей, а затем выселил уволенного профессора с женой и детьми из академической квартиры. В 1763 году, во время кратковременной опалы Ломоносова, Модерах был восстановлен в должности профессора, однако к серьёзной научной деятельности уже не обращался, занимался в основном переводами.
Сын — Карл Фридрихович Модерах (1747—1819), военный инженер, пермский губернатор (1796—1811), участник восстановления Смоленска и Москвы после пожара 1812 года, тайный советник, сенатор. Отличался личным бескорыстием, необычным для губернаторов той поры, производившим на современников большое впечатление.
Внучка — Софья Карловна Модерах (1782—1857) — начальница Екатерининского училища в Москве; кавалерственная дама ордена Святой Екатерины, в юности — одна из первых красавиц, среди поклонников которой были поэт Пётр Андреевич Вяземский, посвящавший ей стихи, и шеф жандармов Александр Христофорович Бенкендорф.